# Charlotte Sophia Somerset, vévodkyně z Beaufortu
Charlotte Sophia Somerset, Duchess of Beaufort (11. ledna 1771 – 12. srpna 1854), rozená Lady Charlotte Sophia Leveson-Gower, byla manželka Henryho Somerseta, 6. vévody z Beaufortu.
Plná verze

## Život
Byla dcerou Granvilla Levesona-Gowera, 1. markýze ze Staffordu, a jeho manželky Lady Susanne Stewart.
Provdala se za budoucího vévodu (tehdy markýze z Worcesteru) dne 16. května 1791 v Londýně. Společně měli čtyři syny a devět dcer:
- Henry Somerset, 7. vévoda z Beaufortu (1792 – 1853)
- Lord Granville Somerset (1792–1848)
- Lord William George Henry Somerset (1793-1794)
- Lady Charlotte Sophia Somerset (1795–1865)
- Lady Elizabeth Susan Somerset (1798–1876)
- Lady Georgiana Augusta Somerset (1800–1865)
- Lord Edward Henry Somerset (1802–1803)
- Lady Susan Carolina Somerset (1804–1886)
- Lady Louisa Elizabeth Somerset (1806–1892)
- Lady Isabella Somerset (1808–1831)
- Lady Harriet Stewart, hraběnka z Galloway (1811–1885)
- Lady Mary Octavia Somerset (1814–1906)

V roce 1803 její manžel převzal po smrti otce titul vévody z Beaufortu a Charlotte se z markýzy stala vévodkyní. Její portrét namaloval Sir Francis Grant. Vévoda zemřel v roce 1835 a byl pohřben v Badmintonu. Charlotte zemřela v roce 1854 ve věku 83 let ve Westbrook Hall v Hertfordshire.
Patřila do galerie krásek sestavenou princem regentem, pozdějším králem Jiřím IV.